# 全国高等学校野球選手権東関東大会
全国高等学校野球選手権大会東関東大会（ぜんこくこうとうがっこうやきゅうせんしゅけんたいかいひがしかんとうたいかい）は、1959年（第41回）から1972年（第54回）まで、一府県一代表が認められた1963年（第45回）・1968年（第50回）を除いて茨城県と千葉県を対象に行われていた、全国高等学校野球選手権大会の地方大会。
1926年（第12回）から1935年（第21回）までの南関東大会も茨城・千葉の2県編成だったため、24年・20大会ぶりに大会名を変えて復活したかたちとなった。

## 概要
1957年（第39回）まで北関東大会（茨城・栃木・群馬）、南関東大会（埼玉・千葉）、山静大会（山梨・静岡）という編成だったが、1958年（第40回）以降も静岡の単独代表が認められたことを受けて、1959年（第41回）から北関東大会（栃木・群馬）、東関東大会（茨城・千葉）、西関東大会（埼玉・山梨）に再編された。
県予選を実施し、1959年（第41回）と1960年（第42回）は各県予選勝者による決勝方式、1961年（第43回）から各県予選上位2校ずつの4校による準決勝方式で行われた。
1973年（第55回）以降も茨城・千葉の単独代表が認められ、東関東大会は1972年（第54回）を最後に消滅した。
東関東大会は12回行われ、茨城県勢の優勝4回、千葉県勢の優勝8回。かつて茨城・千葉の2県編成で10回行われた南関東大会では茨城県勢の優勝4回、千葉県勢の優勝6回だったため、通算すると茨城県勢の優勝8回、千葉県勢の優勝14回となる。

## 大会結果
| 年度（大会）         | 優勝校（代表校） | 決勝スコア                  | 準優勝校         |
| -------------------- | ---------------- | --------------------------- | ---------------- |
| 1959年（第41回大会） | 下館一（茨城）   | 3 - 1                       | 成東（千葉）     |
| 1960年（第42回大会） | 水戸商（茨城）   | 3 - 2                       | 銚子商（千葉）   |
| 1961年（第43回大会） | 銚子商（千葉）   | 4 - 0                       | 市銚子（千葉）   |
| 1962年（第44回大会） | 習志野（千葉）   | 7 - 5                       | 市銚子（千葉）   |
| 1964年（第46回大会） | 千葉商（千葉）   | 4 - 1                       | 成東（千葉）     |
| 1965年（第47回大会） | 銚子商（千葉）   | 9 - 0                       | 日立一（茨城）   |
| 1966年（第48回大会） | 竜ヶ崎一（茨城） | 5 - 1                       | 千葉商（千葉）   |
| 1967年（第49回大会） | 習志野（千葉）   | 8 - 0                       | 竜ヶ崎一（茨城） |
| 1969年（第51回大会） | 取手一（茨城）   | 4 - 4（降雨コールド） 1 - 0 | 土浦日大（茨城） |
| 1970年（第52回大会） | 銚子商（千葉）   | 2 - 1                       | 成東（千葉）     |
| 1971年（第53回大会） | 銚子商（千葉）   | 12 - 1                      | 竜ヶ崎一（茨城） |
| 1972年（第54回大会） | 習志野（千葉）   | 2 - 0                       | 銚子商（千葉）   |

※1963年（第45回）・1968年（第50回）は記念大会により一府県一代表制のため開催せず。